# 의정부여자고등학교
의정부여자고등학교(議政府女子高等學校)는 대한민국 경기도 의정부시 가능동에 있는 공립 고등학교이다.

## 학교 연혁
- 1958년 3월 28일 : 양주여자고등학교 인가 (3학급)
- 1958년 4월 21일 : 3학급 개교 및 초대 박재순 교장 취임
- 1963년 10월 1일 : 의정부여자고등학교로 교명 변경
- 1971년 3월 1일 : 현 교사로 이전
- 1994년 12월 31일 : 별관(과학 및 정보관) 준공
- 1997년 8월 20일 : 체육관 준공
- 2007년 5월 31일 : 예지관(학생식당) 준공
- 2008년 10월 2일 : 외국어학습 센터 개관
- 2011년 7월 15일 : 예지관(학생식당) 증축 준공
- 2021년 9월 1일 : 제21대 박미현 교장 취임
- 2024년 2월 2일 : 제64회 졸업식(10학급 211명, 총 졸업생 누적인원 26,545명)
- 2024년 3월 4일 : 신입생 입학식(8학급 174명)

## 참고 자료
- 의정부여자고등학교 - 한국교육학술정보원 학교알리미